# 豊田直巳
豊田 直巳（とよだ なおみ、1956年 - ）は、日本のフォトジャーナリスト。日本ビジュアル・ジャーナリスト協会（JVJA）会員。

## 人物
静岡県出身。
内戦・紛争が起きている地域（イラク・パレスチナ等）やチェルノブイリ原子力発電所事故および福島第一原子力発電所事故の被災地で取材をおこなう。劣化ウラン弾被害や児童労働などの社会問題をテーマとした活動もおこなっている。

## 著書
- 『写真集・イラク戦争下の子どもたち』（第三書館）
- 『子どもたちが生きる世界はいま』（七つ森書館）
- 『戦争を止めたい』（岩波ジュニア新書）
- 『フォト・ルポルタージュ　福島を生きる人々』
- 『福島 原発震災のまち』『福島「復興」に奪われる村』（岩波書店）
- 『フクシマ元年』（毎日新聞社）
- 『JVJA写真集 3・11 メルトダウン』（凱風社）
- 『フォト・ルポルタージュ　福島「復興」に奪われる村』(岩波書店　2018年)
- 『「牛が消えた村」で種をまく』（農文協　2018年2月）
- 『「負けてられねぇ」と今日も畑に』（農文協　2018年2月）
- 『「孫たちは帰らない」けれど』（農文協　2018年2月）
- 『Fukushima - l'Anno Zero』（Jaca Book, Milano　2014年）
- 『福島を生きる人びと』(岩波書店　2014年)
- 『フクシマ元年』（毎日新聞社　2012年）
- 『福島　原発震災のまち』（岩波書店　2011年）
- 『戦争を止めたい----フォトジャーナリストの見る世界』（岩波書店　2009年4月）
- 『大津波アチェの子供たち』（第三書館 2005年6月）
- 『イラク　爆撃と占領の日々』（岩波書店　2003年10月）
- 『「イラク戦争」の30日』（七つ森書館　2003年10月）
- 『パレスチナの子供たち』（第三書館　2003年4月）
- 『子どもたちが生きる世界はいま』（七つ森書館 2005年7月）
- 『写真集 イラクの子供たち』（第三書館　2002年12月）
- 『難民の世紀 漂流する民』（出版文化社　2002年9月）

## 共著
- 『劣化ウラン弾――軍事利用される放射性廃棄物』 (岩波書店　2013年）
- 『終わらないイラク戦争 フクシマから問い直す』（ 勉誠出版　2013年）
- 『東日本大震災記録写真集　TSUNAMI ３・11　豊田直巳編』（第三書館　2011年7月）
- 『3・11 メルトダウン JVJA写真集』（凱風社　2011年7月）
- 『子ども・平和・未来　２１世紀の紛争』（岩崎書店2010年10月）
- 『「戦地」に生きる人々　JVJA編』（集英社新書　2010年9月）
- 『フォトジャーナリスト13人の眼　JVJA編』（集英社新書　2005年9月）

## 映画
- 『奪われた村－避難5年目の飯舘村民－』
- 『遺言～原発さえなければ』

## ビデオ作品
- 『知られざるDUの恐怖−イラクの子どもたちは今』（NO DU ヒロシマ・プロジェクト　2005年）

## 受賞歴
- 第66回産経児童出版文化賞（『それでも「ふるさと」』全3巻）